# 488年
| 千纪： | 1千纪                                                                                           |
| 世纪： | 4世纪 \| 5世纪 \| 6世纪                                                                         |
| 年代： | 450年代 \| 460年代 \| 470年代 \| 480年代 \| 490年代 \| 500年代 \| 510年代                       |
| 年份： | 483年 \| 484年 \| 485年 \| 486年 \| 487年 \| 488年 \| 489年 \| 490年 \| 491年 \| 492年 \| 493年 |
| 纪年： | 戊辰年（龙年）；北魏太和十二年；柔然太平四年；南朝齐永明六年                                    |

## 出生
- 齐和帝萧宝融

## 逝世
- 臧荣绪。著《晋书》一百十卷。